# Lovers in Japan
"Lovers in Japan" é uma canção da banda inglesa Coldplay. Foi escrita por todos os membros da banda para seu quarto álbum de estúdio, Viva la Vida or Death and All His Friends. A canção é construída em torno de um som introdutório de tack piano, seguido por um carrilhão de guitarras e coros, apoiado por pianos e ritmos que acompanham a letra da canção. "Lovers in Japan" também inclui a faixa "Reign of Love".
Foi lançado em 4 de novembro de 2008 como o quarto single de Viva la Vida or Death and All His Friends e chegou na posição de número 10 na Bubbling Under Hot 100 Singles dos EUA. Além de aparecer também na Hot Adult Top 40 Tracks chegando na posição 19. "Lovers in Japan" foi bem recebido pelos críticos musicais, que observaram o som geral da faixa. Embora a canção seja vista como o quarto single do álbum, a versão do single é "Osaka Sun Mix", que está presente no Prospekt's March EP, fazendo de "Lovers in Japan" o primeiro single do mesmo.

## Escrita e composição
Quando perguntado sobre o desenvolvimento da música, durante uma entrevista sobre cada faixa, o baterista Will Champion disse:

Estávamos em um estúdio de Nova York, num lugar chamado Magic Shop, e lá tinha uma coisa chamada tack piano, que soa como um velho piano honky-tonk, onde você coloca poucas aderências no som, por isso soa mais do que um cravo. E por isso que nós quisemos usar esse tipo de som, mas não tinhamos um piano adequado, por isso, em vez de prová-lo, fomos e compramos um velho piano da loja até a estrada de nosso estúdio e compramos também uma caixa de aderências, e eu, Guy e Jon passamos horas e horas empurrando as aderências para o som do piano.

Em uma entrevista à revista Q, quando perguntado o porquê de "Lovers in Japan" compartilhar a mesma faixa com "Reign Of Love", o baixista Guy Berryman explicou que a banda havia discutido e que decidiram não colocar faixas extras no álbum, e em vez disso, queriam manter o álbum com um conciso total de dez faixas. Champion disse em seguida, "Nós apenas preferimos ter menos títulos e mais canções. O álbum como um todo tem mais 'história', é somente mais curto. Nós quisemos tornar quase impossível para você não ouvir tudo de uma só vez." Além disso, o vocalista Chris Martin revelou que a banda sempre quis ter um título de uma canção que fossem dois em um. Ele acrescentou que a razão para ter dois títulos na listagem completa de Viva la Vida or Death and All His Friends deve-se ao cantor e compositor americano Justin Timberlake, que fêz o mesmo com seu segundo álbum, FutureSex/LoveSounds (2006).
A música apresenta um som de piano introdutório de detuned tack, seguido por um som de guitarra e refrões otimistas. Para o fim, baseia-se em um aumento ritcamente como um som do U2. Martin canta sobre os corredores que deve ser executado até que algúem ganhe a corrida e soldados que tem no segundo e no terceiro verso da canção. A canção também fala sobre o curto período que se tem na vida.

## Lançamento e recepção

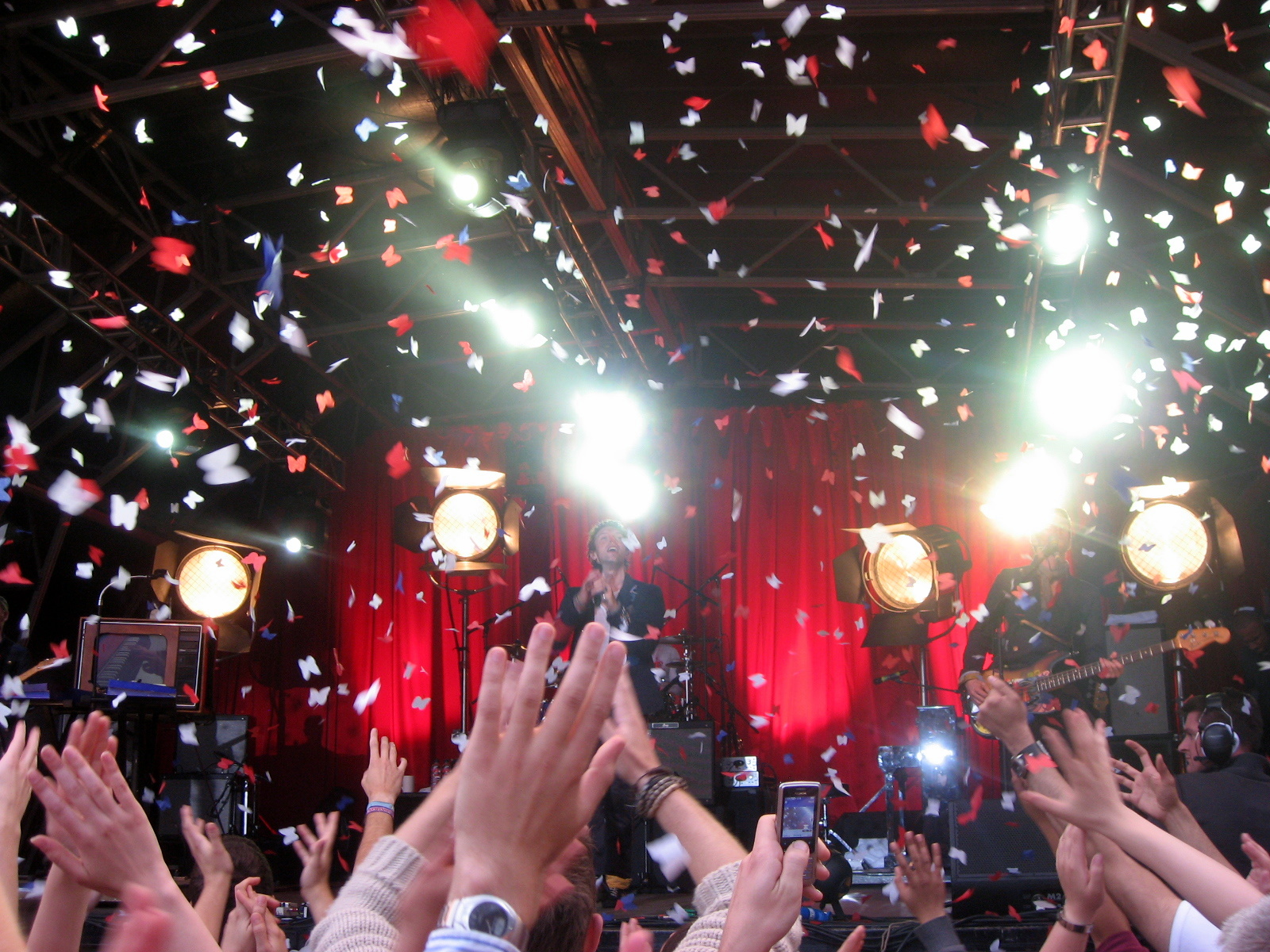
Coldplay apresenta "Lovers in Japan" em frente ao prédio da BBC durante a Viva la Vida Tour em 2008.

Coldplay lançou "Lovers in Japan" nos Estados Unidos em 4 de novembro de 2008, como o quarto single de seu quarto álbum. A música também é destaque no EP da banda Prospekt's March, intitulado como "Lovers in Japan (Osaka Sun Mix)", quando foi lançado em 21 de novembro de 2008. O vocalista Chris Martin, na discussão sobre o tema, disse: "Nós estávamos tocando a música melhor ao vivo do que na versão de estúdio, assim, a versão ao vivo gerou a versão "Osaka Sun Mix", que soa um pouco mais agitada." A canção também fez parte da trilha sonora internacional da telenovela brasileira Três Irmãs.
"Lovers in Japan" apareceu na Hot Adult Top 40 Tracks dos EUA, onde sua melhor posição foi a de número 32 em 29 de novembro de 2008. A faixa chegou na posição de número 10 na Bubbling Under Hot 100 Singles. A canção também apareceu na Pop Songs, onde a melhor posição atingida foi a de 65. A música não foi lançada no Reino Unido, por isso não conseguiu atingir nenhuma posição na UK Singles Chart. Também foi lançado no Japão, onde entrou na Japan Hot 100 atingindo a posição 41. As críticas para música foram positivas. Alexis Petridis do jornal The Guardian, fez uma resenha do álbum, onde escreveu: "As melodias de Chris Martin .... brilha,: mesmo os seus mais altos detratores, dificilmente poderia negar uma melodia como evidenciado em '42' e 'Lover in Japan'. " Evan Sawdey do PopMatters notou que música é "deslumbrante, e de deixar o queixo caído". Joey Guerra do jornal Houston Chronicle acrescentou que "Lovers in Japan" é "alegre, um hino romântico que combina com riffs de rock melâncólico e de um lindo piano." Ele também escreveu que a canção é um "dos melhores momentos do disco". Jed Gottlieb da revista Boston Herald reportou que o som de piano de "Lovers in Japan/Reign of Love" é semelhante a canção de 1968, "Lady Madonna" dos The Beatles, "antes de tomar um neo-clássico em rota de um 'britpop'". Jeff Crawford do City Messenger escreveu: ...'Lovers in Japan/Reign of Love' e 'Strawberry Swing' entrou no ranking dos melhores trabalhos da banda".

## Videoclipe

Chris Martin pinta com uma luz a palavra "Lovers" no videoclipe da canção.

O videoclipe do single, dirigido por Mat Whitecross em Londres, foi lançado em 31 de outubro de 2008 através do iTunes Store, onde estava disponível gratuitamente durante uma semana no iTunes Americano e Canadense. O vídeo utiliza a versão da canção de "Osaka Sun Mix".
A primeira metade do vídeo mostra a banda tocando em um pátio, enquanto cada membro escreve certas palavras da letra da canção sobre a tela. Durante o coro, a câmera gira em círculos para ir junto com as linhas desenhadas. O vídeo termina com borboletas em forma de confetes chovendo sobre a banda, como acontece quando cada coro é cantado nos shows ao vivo, junto com as palavras "The End" que aparece no telão por trás da banda.

## Faixas e formatos
- "Lovers in Japan";– 3:57 (versão do álbum)
  - "Lovers in Japan/Reign of Love";– 6:51 (como inclúido no álbum)
- "Lovers in Japan" (versão acústica);– 3:44 (faixa bônus da pré-encomenda digital)
- "Lovers in Japan" (Osaka Sun Mix);– 3:58 (versão retrapabalhada com o ritmo mais acelarado presente no EP Prospekt's March)

CD Promocional
- "Lovers in Japan" (Osaka Sun Mix);– 3:57[28]

## Desempenho nas paradas musicais
| País/Parada                                       | Melhor posição |
| ------------------------------------------------- | -------------- |
| Bélgica (Ultratop Valónia)                        | 40             |
| Canadá (Canadian Hot 100)                         | 77             |
| Estados Unidos (Billboard Bubbling Under Hot 100) | 10             |
| Holanda (Dutch Top 40)                            | 12             |
| Itália (FIMI)                                     | 5              |
| Japão (Japan Hot 100)                             | 41             |
| Polônia (ZPAV)                                    | 3              |
| Venezuela (Record Report)                         | 16             |